# Harrington (Australie)
Pour les articles homonymes, voir Harrington.
Harrington est un village australien situé dans la zone d'administration locale de Mid-Coast dans l'État de Nouvelle-Galles du Sud. 

## Géographie
Harrington est un village de pêcheurs établi à l'embouchure de la Manning River sur la mer de Tasman en Nouvelle-Galles du Sud. Il se trouve à 35 km au nord-est de Taree et à 335 km au nord-est de Sydney.

## Histoire
La localité est créée en 1853 et obtient le statut de village le 26 septembre 1896. L'explorateur John Oxley lui donne son nom en l'honneur du comte d'Harrington. En 1981, il est intégré à la zone d'administration locale de Grand Taree, puis, en 2016, à celle de Mid-Coast.

## Démographie
| Année | Population      |
| ----- | --------------- |
| 2011  | 2 258 habitants |
| 2016  | 3 033 habitants |
| 2021  | 3 381 habitants |

## Politique et administration
Le village est rattaché à la circonscription de Lyne pour les élections fédérales et à celle de Port Macquarie pour les élections à l'Assemblée législative de Nouvelle-Galles du Sud.